# André-Jacques Marie
André-Jacques Marie (Francia, 14 de octubre de 1925) es un atleta francés retirado, especializado en la prueba de 110 m vallas, en la que consiguió ser campeón europeo en 1950.

## Carrera deportiva
En el Campeonato Europeo de Atletismo de 1950 ganó la medalla de oro en los 110 m vallas, llegando a meta en un tiempo de 14.6 segundos, por delante del sueco Ragnar Lundberg (plata con 14.7 s) y del británico Peter Hildreth (bronce con 15.0 s).